# 紅箭型ミサイル艇
紅箭型哨戒艇（ホウチェンがたみさいるてい、英語: Houjian-class missile boats）は、中国人民解放軍海軍のミサイル艇の艦級に対して付与されたNATOコードネーム。中国人民解放軍海軍での名称は037-II型ミサイル艇（037-II型导弹护卫艇）。

## 来歴
1980年代初頭、香港返還まで20年を切ったことを受けて、人民解放軍駐香港部隊に配備する艦艇に関する検討が着手された。これに応じて、第701研究所と第708研究所は、それぞれ037-I型駆潜艇（海久型）をベースとしたミサイル艇を設計した。第701研究所の案は比較的変更点が少ない漸進的なものであったのに対し、第708研究所の案は大幅な改設計を加えたものであった。最終的に、駐香港部隊への配備艇については第708研究所の案が採択され、これに基づいて建造されたのが本型である。ただし本型はあまりに高価で、大量配備は困難であったことから、第701研究所の案も037-IG型（紅星型）として並行配備されることになった。

## 設計
上記の経緯により、船体と機関はおおむね037-I型駆潜艇（海久型）と同様のものであり、平甲板型という船型も踏襲されている。ただし上部構造物のデザインは大きく異なっているほか、主機関・推進方式も、037-I型や037-IG型ではディーゼルエンジン4基で4軸を駆動する方式であったのに対し、本型では3基3軸に変更されたものとみられている。船体は半滑走式で、NBC対策も施されているものとみられている。
YJ-8艦対艦ミサイルを主兵装とする点では037-IG型と同様だが、037-IG型では連装発射筒を艦尾甲板両舷に搭載していたのに対し、本型では俵積みにした3連装発射筒を中部甲板両舷に搭載している。その後方には甲板室を設けて69式30mm機銃（AK-230の中国版）を背負式に搭載している。69式30mm機銃は光学方位盤、艦首甲板の76A式 37mm連装機銃はレーダー方位盤の管制を受けているが、後者には独立した光学照準器も備えられている。また037-IG型とともに、人民解放軍海軍のミサイル艇として初の戦術情報処理装置として、ZKJ-3を搭載したとされている。

## 配備
| #       | 艦名           | 進水       | 就役        | 退役            | 配属                                       |
| ------- | -------------- | ---------- | ----------- | --------------- | ------------------------------------------ |
| 770     | 陽江 Yangjiang | 1991年 1月 | 1991年 7月  |                 | 東部戦區海軍護衛艦16支隊                   |
| 771     | 順徳 Shunde    | 1994年 7月 | 1995年 2月  | 2021年 10月15日 | 南部戦區海軍護衛艦17支隊駐香港部隊艦艇大隊 |
| 772     | 南海 Nanhai    | 1995年 2月 | 1995年 4月  | 2021年 10月15日 | 南部戦區海軍護衛艦17支隊駐香港部隊艦艇大隊 |
| 773     | 番禺 Panyu     | 1995年 5月 | 1995年 7月  |                 | 東部戦區海軍護衛艦16支隊                   |
| 774→768 | 連江 Lianjiang | 1998年 9月 | 1999年 2月  |                 | 南部戦區海軍護衛艦19支隊                   |
| 775→769 | 新会 Xinhui    | 1999年 4月 | 1999年 11月 |                 | 南部戦區海軍護衛艦19支隊                   |

なお5番艇「連江」は2006年6月に商船と衝突して沈没したが、後にサルベージされ、2008年には現役復帰している。